# Guusje Nederhorst
Barbara Augustine (Guusje) Woesthoff-Nederhorst (Amsterdam, 4 februari 1969 – Den Haag, 29 januari 2004) was een Nederlands actrice en zangeres.

## Biografie
Nadat Nederhorst haar middelbare school (achtereenvolgens mavo, havo en atheneum) had doorlopen werd zij vooral bekend met haar rol als Roos Alberts-de Jager (1992 t/m 2001) in de soap Goede tijden, slechte tijden. Daarnaast zat ze met GTST-collega's Babette van Veen en Katja Schuurman in de meidengroep Linda, Roos & Jessica. Hiermee zong ze de nummer 1-hit Ademnood, gevolgd door de hits Alles of niets, Lange nacht, Goeie dingen, Druppels en 1999X. Er kwam ook een album uit en een videoband. Na drie jaar werd de groep opgeheven. Daarna heeft ze nog diverse kleinere rollen gespeeld, onder meer in de soap Onderweg naar morgen en de series All Stars en Bon bini beach.
In 1998 trouwde Nederhorst met advocaat Sander Dikhoff, dit huwelijk liep uit op een scheiding. Op 17 september 2003 trouwde ze in Las Vegas met Dinand Woesthoff, zanger van de band Kane. Ze kregen samen op 29 juni 2003 een zoon.
Vlak voor haar dood werd bekend dat ze aan borstkanker leed. Zelf wist ze dit al kort na de geboorte van haar zoon. Op 34-jarige leeftijd overleed ze aan deze ziekte in haar woonplaats Den Haag, zes dagen voor haar 35e verjaardag. Ze werd in besloten kring begraven op de Rooms-katholieke Begraafplaats Sint Petrus Banden aan de Kerkhoflaan in Den Haag.
Dinand Woesthoff bracht vervolgens een single uit te harer nagedachtenis, Dreamer (Gussie's song). Dit lied, waarvan de opbrengsten (in totaal meer dan €250.000) naar KWF Kankerbestrijding gingen, haalde de nummer 1-positie in zowel de Nederlandse Top 40 op Radio 538 als de Mega Top 50 op 3FM en werd platina.
In de laatste maanden voor haar dood was ze bezig met het schrijven van een kinderboek en bijbehorende cd. Haar verhalen zijn gebundeld in het voorleesboek Woezel en Pip, een boek voor jonge kinderen met in de hoofdrol de twee hondjes. Het boek met acht voorleesverhaaltjes is in samenwerking met Nederhorst voorzien van illustraties door Louise Geesink. Het boek is in maart 2005 uitgegeven, ruim één jaar na haar dood.

## Filmografie

### Film
- All Stars (1997) - zichzelf

### Televisie
- Onderweg naar Morgen - Angela Bolhuys (2002)
- Goede tijden, slechte tijden - Roos Alberts-de Jager (1992-2001)

#### Gastrollen
- Kramerije (zie Ik Mik Loreland) - kinderprogramma
- Bon bini beach (2002-2003) - samen met Johnny de Mol als verliefd stelletje
- Spangen (1999-2004)
- Goede tijden, slechte tijden (tv-film, 1998) - Roos Alberts-de Jager
- Pittige tijden (1996-1998), 1 aflevering - Roos
- Baantjer (1995), aflevering De Cock en de Sluipmoord - Mensje van Diepen